# Mōri Suemitsu
Mōri Suemitsu (毛利 季光?; 1202 – 8 luglio 1247) fu un daimyō giapponese, capo del clan Mōri durante il periodo Edo
fu un samurai durante il periodo Kamakura e gokenin dello shogunato Kamakura. Fu il quarto figlio di Ōe no Hiromoto e fondatore del clan Mōri.

## Biografia
Servitore di Minamoto no Sanetomo, prese il nome Mōri dal nome della sua tenuta nella provincia di Sagami, partecipò alla guerra Jōkyū nel 1221, e sua moglie era figlia di Miura Yasumura e combatté con il clan Miura contro il clan Hōjō.
Nel 1223 divenne un geometra ufficiale dello shogunato Kamakura e fu sconfitto da Hōjō Tokiyori nel 1247, commettendo seppuku nel santuario di Minamoto no Yoritomo (hokkedō) assieme ai suoi alleati Miura.
La tomba della famiglia del clan Miura si trova nelle vicinanze. La sua tomba (yagura) si trova a Kamakura, a poche centinaia di metri dalla tomba di Minamoto no Yoritomo, assieme a quella del padre e a quella di Shimazu Tadahisa che fondò il clan Shimazu.